# Olhando para baixo na rua Sacramento, São Francisco, 18 de abril de 1906

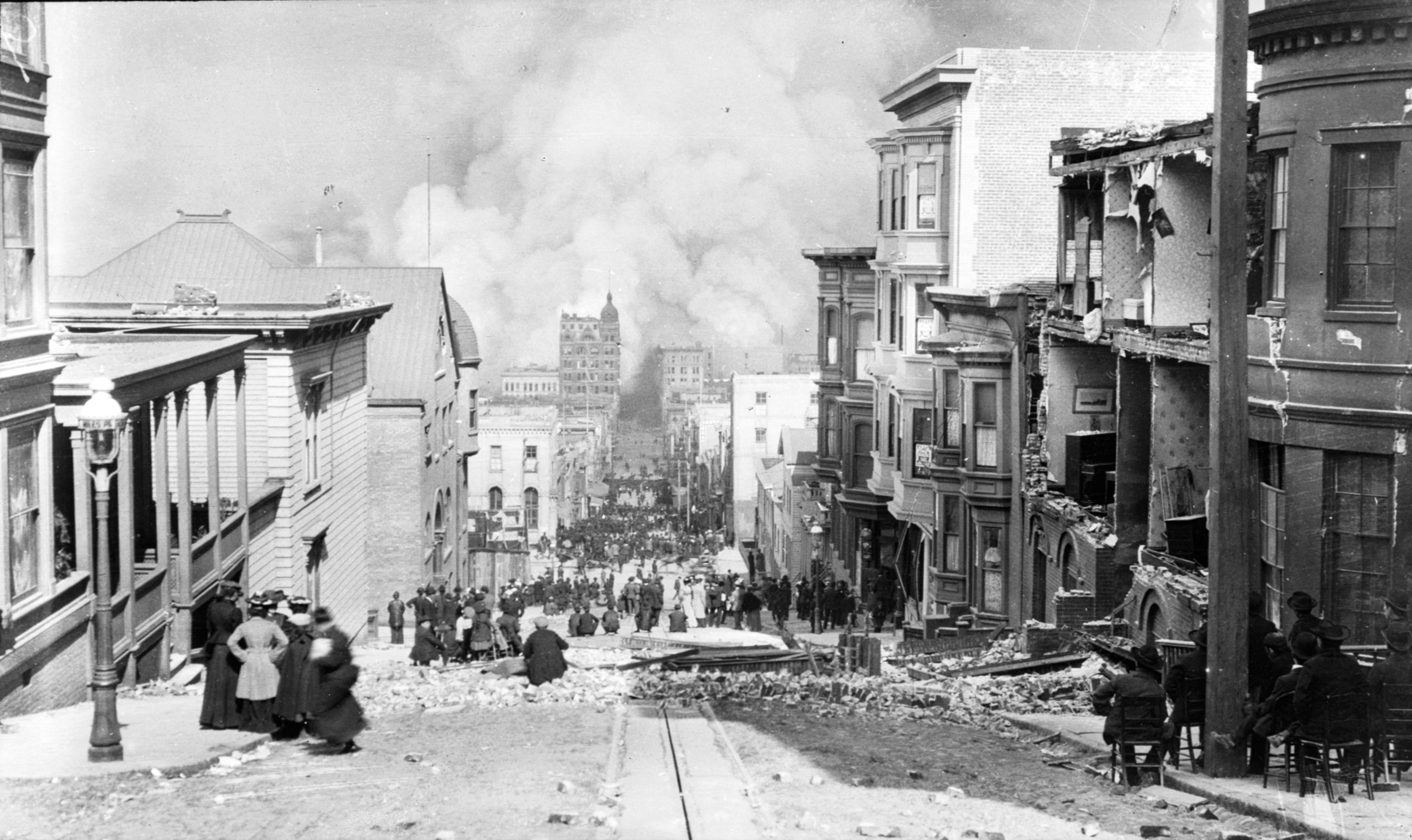
O fotógrafo Arnold Genthe tirou a foto mais famosa da destruição de São Francisco por terremoto e incêndio em 18 de abril de 1906

Olhando para baixo na rua Sacramento, São Francisco, 18 de abril de 1906 é uma foto em preto e branco tirada por Arnold Genthe em São Francisco, Califórnia, na manhã de 18 de abril de 1906, depois do terremoto de 1906 em São Francisco.
Looking Down Sacramento St., 1906. [verso:] "San Francisco: 18 de abril de 1906." De As I Remember, de Arnold Genthe: Esta foto mostra "os resultados do terremoto, o começo do incêndio e a atitude das pessoas". Foi tirada na manhã do primeiro dia do incêndio. Mostra Sacramento St. em Miles Place (atual Miller Place) próximo de Powell St.